# Frank Froehling
Frank Arthur Froehling III (* 19. Mai 1942 in San Diego, Kalifornien; † 23. Januar 2020 in Jensen Beach, Florida) war ein US-amerikanischer Tennisspieler.

## Karriere
Hinter Chuck McKinley war er 1962 der zweitbeste US-amerikanische Tennisspieler. In diesem Jahr gelang ihm an der Seite von Lesley Turner der erste Finaleinzug im Mixed-Doppel bei den U.S. Championships, die später als US Open ausgetragen wurden. Das Finale verloren sie gegen das australische Doppel Margaret Smith und Fred Stolle.
Im Jahr 1963 erreichte Froehling als erster US-amerikanischer Spieler seit acht Jahren das Finale der U.S. Championships. Seinem Finalgegner Rafael Osuna aus Mexiko unterlag er in drei Sätzen. In diesem Jahr wurde er von Lance Tingay als sechstbester Spieler der Welt geführt, zu diesem Zeitpunkt gab es die offizielle Weltrangliste noch nicht. Im Folgejahr wurde er als All-American geehrt. Zwischen 1962 und 1964 war er mit seiner College-Tennis-Mannschaft ungeschlagen.
Im Jahr 1965 konnte er bei den U.S. Championships sogar zwei Finalrunden erreichen. Im Herrendoppel verlor er an der Seite von Charlie Pasarell gegen Fred Stolle und Roy Emerson, während er im Mixed gemeinsam mit Judy Tegart gegen Smith und Stolle, wie schon drei Jahre zuvor, verlor.
Zwischen 1963 und 1971 wurde Froehling in drei Begegnungen der Davis-Cup-Mannschaft der Vereinigten Staaten eingesetzt, wobei er drei seiner sechs Partien gewinnen konnte. Im Jahr 1971 gewann die Mannschaft den Davis Cup. Eigentlich hätte Clark Graebner als US-amerikanische Nummer 2 in den Einzelpartien eingesetzt werden müssen, doch der Trainer Dennis Ralston ließ Graebner und Froehling ein Auswahlmatch spielen, nach welchem Froehling in den Einzelmatches eingesetzt wurde. Der Sieg über Ion Țiriac gab Ralston Recht und die US-amerikanische Mannschaft konnte den Titel nach zwei gewonnenen Einzelpartien und einem Doppelsieg feiern. Zwei Jahre vor seinem Rücktritt 1975 schaffte Froehling es in der offiziellen Weltrangliste bis auf Platz 67.

## Privates
Ab 1960 studierte Froehling an der Trinity University in San Antonio, wo er 1960 einen Bachelor in Mathematik erwarb.
Er war mit Elizabeth verheiratet und hatte mindestens einen Sohn namens Sean. Nach seinem Rücktritt vom professionellen Tennis arbeitete er zunächst als Tennislehrer, später über 40 Jahre als Service-Techniker für Tennisplätze. In diesem Beruf verlegte er mit seinem Sohn Beläge auf Tennisplätzen. Er starb im Alter von 77 Jahren an den Folgen einer chronischen lymphatischen Leukämie, die bereits im Jahr 2000 diagnostiziert wurde, im Kreise seiner Familie.

## Erfolge

### Einzel

#### Finalteilnahmen
| Nr. | Datum             | Turnier            | Belag | Finalgegner  | Ergebnis      |
| --- | ----------------- | ------------------ | ----- | ------------ | ------------- |
| 1.  | 8. September 1963 | U.S. Championships | Rasen | Rafael Osuna | 5:7, 4:6, 2:6 |

### Doppel

#### Finalteilnahmen
| Nr. | Datum              | Turnier            | Belag       | Doppelpartner    | Finalgegner                 | Ergebnis             |
| --- | ------------------ | ------------------ | ----------- | ---------------- | --------------------------- | -------------------- |
| 1.  | 12. September 1965 | U.S. Championships | Rasen       | Charlie Pasarell | Roy Emerson Fred Stolle     | 4:6, 12:10, 5:7, 3:7 |
| 2.  | 26. September 1971 | Los Angeles        | Hartplatz   | Clark Graebner   | John Alexander Phil Dent    | 6:7, 4:6             |
| 3.  | 13. August 1972    | Cleveland          | Teppich (i) | Charlie Pasarell | Cliff Drysdale Roger Taylor | 6:7, 3:6             |

### Mixed

#### Finalteilnahmen
| Nr. | Datum              | Turnier            | Belag | Doppelpartnerin | Finalgegner                | Ergebnis |
| --- | ------------------ | ------------------ | ----- | --------------- | -------------------------- | -------- |
| 1.  | 10. September 1962 | U.S. Championships | Rasen | Lesley Turner   | Fred Stolle Margaret Smith | 5:7, 2:6 |
| 2.  | 12. September 1965 | U.S. Championships | Rasen | Judy Tegart     | Fred Stolle Margaret Smith | 2:6, 2:6 |